# Anthene barnesi
Anthene barnesi är en fjärilsart som beskrevs av Stevenson 1940. Anthene barnesi ingår i släktet Anthene och familjen juvelvingar. Inga underarter finns listade i Catalogue of Life.